# Distància de Canberra
La distància de Canberra és una mesura numèrica de la distància entre parells de punts en un espai de vectors, creada el 1966
i refinada el 1967 per G. N. Lance i W. T. Williams. És una versió ponderada de L₁ o distància de Manhattan.
La distància de Canberra ha estat utilitzada com a mètrica per a comparar llistes ordenades i per a la detecció d'intrusions en el camp de la seguretat informàtica.

## Definició
La distància de Canberra d entre vectors p i q en un espai n-dimensional de vectors reals es calcula de la manera següent:
{\displaystyle d(\mathbf {p} ,\mathbf {q} )=\sum _{i=1}^{n}{\frac {|p_{i}-q_{i}|}{|p_{i}|+|q_{i}|}}}
on 
{\displaystyle \mathbf {p} =(p_{1},p_{2},\dots ,p_{n}){\text{ and }}\mathbf {q} =(q_{1},q_{2},\dots ,q_{n})\,}
són vectors.